# Мексико на Светском првенству у атлетици у дворани 2022.
Мексико је учествовао на 18. Светском првенству у атлетици у дворани 2022. одржаном у Београду од 18. до 20. марта шеснаести пут. Репрезентацију Мексика представљала су 4 такмичара (2 мушкарца и 2 жене) који су се такмичили у 4 дисциплине (2 мушке и 2 женске).,
На овом првенству такмичари Мексика нису освојили ниједну медаљу нити је оборила неки рекорд.
У табели успешности према броју и пласману такмичара који су учествовали у финалним такмичењима (првих 8 такмичара) Мексико је са 1 учесником у финалу делио 44. место са 2 бода.
| Пл.  | Земља   | 1. место | 2. место | 3. место | 4. место | 5. место | 6. место | 7. место | 8. место | Бр. фин. | Бод. |
| ---- | ------- | -------- | -------- | -------- | -------- | -------- | -------- | -------- | -------- | -------- | ---- |
| =44. | Мексико | 0        | 0        | 0        | 0        | 0        | 0        | 1        | 0        | 1        | 2    |

## Учесници
| Мушкарци: - Фернандо Данијел Мартинез — 3.000 м - Едгар Ривера — Скок увис | Жене: - Алма Делија Кортес — 1.500 м - Лаура Галван — 3.000 м |

## Резултати

### Мушкарци
| Атлетичар                 | Дисциплина | Лични рекорд | Финале   | Финале       | Детаљи |
| Атлетичар                 | Дисциплина | Лични рекорд | Резултат | Место        | Детаљи |
| ------------------------- | ---------- | ------------ | -------- | ------------ | ------ |
| Фернандо Данијел Мартинез | 3.000 м    | 7:44,31      | 8:15,58  | 33 / 33 (34) |        |
| Едгар Ривера              | Скок увис  | 2,31 о       | 2,24 ЛРС | 7 / 12       |        |

### Жене
| Атлетичарка        | Дисциплина | Лични рекорд | Квалификације | Квалификације | Финале   | Финале  | Детаљи |
| Атлетичарка        | Дисциплина | Лични рекорд | Резултат      | Место         | Резултат | Место   | Детаљи |
| ------------------ | ---------- | ------------ | ------------- | ------------- | -------- | ------- | ------ |
| Алма Делија Кортес | 1.500 м    | 4:08,93      | 4:10,95 КВ    | 3. у гр. 2    | 4:13,71  | 12 / 19 |        |
| Лаура Галван       | 3.000 м    | 8:42,29 НР   |               |               | 8:46,65  | 9 / 20  |        |